# Альтернативна танцювальна музика
Альтернативна танцювальна музика (англ. Alternative dance; також відомий як інді-денс, або андеґграунд-денс у США) — музичний жанр, що поєднує альтернативний рок з електронною танцювальною музикою. Хоча здебільшого він поширений на Британських островах, він здобув популярність в Америці та в усьому світі завдяки таким виконавцям, як New Order у 1980-х роках та Prodigy у 1990-х роках.

## Особливості
AllMusic стверджує, що альтернативна танцювальна музика поєднує «мелодійну пісенну структуру альтернативного та інді-року з електронними бітами, синтезаторами та/або семплами, а також клубну спрямованість танцювальної музики постдиско». Видання The Sacramento Bee називає його «постмодерним євросинтез-технопоп-нью-вейвом у блендері».
Жанр значною мірою спирається на клубну культуру як джерело натхнення, одночасно включаючи інші стилі музики, такі як електропоп, хаус та EBM. Виконавці інді-денсу тісно пов'язані зі своєю музикою завдяки фірмовому стилю, текстурі або поєднанню певних музичних елементів. Зазвичай вони підписуються на невеликі звукозаписні лейбли.